# Gagnebina pervilleana
Gagnebina pervilleana är en ärtväxtart som först beskrevs av Henri Ernest Baillon, och fick sitt nu gällande namn av Gwilym Peter Lewis och Philippe Guinet. Gagnebina pervilleana ingår i släktet Gagnebina och familjen ärtväxter. Inga underarter finns listade i Catalogue of Life.